# Electro urban
L'electro urban est un style de musique apparu au début des années 2000 et qui a la particularité de rassembler des DJ de musiques electro ou house avec des rappeurs.

## Liste de chansons
- Armand Van Helden feat. Common - Full Moon (2000)
- Timo Maas feat. Kelis - Help Me (2003)
- David Guetta feat. Kelly Rowland - When Love Takes Over (2009)
- David Guetta feat. Akon - Sexy Bitch (2009)
- Flo Rida feat. David Guetta - Club Can't Handle Me (2009)
- Black Eyed Peas - Rock Your Body (2010)
- Kylian Mash feat. Akon & Glasses - "Club Certified" (2010)
- David Guetta feat. Kid Cudi - Memories (2010)
- Benny Benassi feat. Kelis - Spaceship (2010)
- Swedish House Mafia feat. Pharrell Williams - One (2010)
- Bob Sinclar feat. Sean Paul - Tik Tok (2010)
- Swedish House Mafia feat. Tinie Tempah - Miami 2 Ibiza (2010)
- Kylian Mash feat. Snoop Dogg & Ekow - Closer (Do It Well)" (2010)
- Benny Benassi feat. T-Pain - "Electroman" (2011)
- Chris Brown feat. Benny Benassi - Beautiful People (2011)
- David Guetta feat. Flo Rida & Nicki Minaj - Where Them Girls At (2011)
- Snoop Dogg feat. David Guetta - Sweat (2011)
- Jason Derulo - "Don't Wanna Go Home"
- Pitbull feat. Ne-Yo & Afrojack - Give Me Everything (2011)
- David Guetta feat. Taio Cruz & Ludacris - Little Bad Girl (2011)